# Estádio Luso-Brasileiro
O Estádio Luso-Brasileiro, também conhecido como Estádio dos Ventos Uivantes, é um estádio de futebol brasileiro localizado no bairro da Portuguesa, na Ilha do Governador, Zona Norte do Rio de Janeiro, inaugurado em 1965 e pertencente a Associação Atlética Portuguesa.
Apesar de pertencer à Portuguesa, o estádio já foi administrado pela empresa estatal Petrobras, em 2005 e, em 2016, pelo Botafogo. Desde janeiro de 2017, voltou a ser administrado pela Portuguesa.
Além do futebol, já serviu para disputa de provas de turfe e jogos de futebol americano.

## História

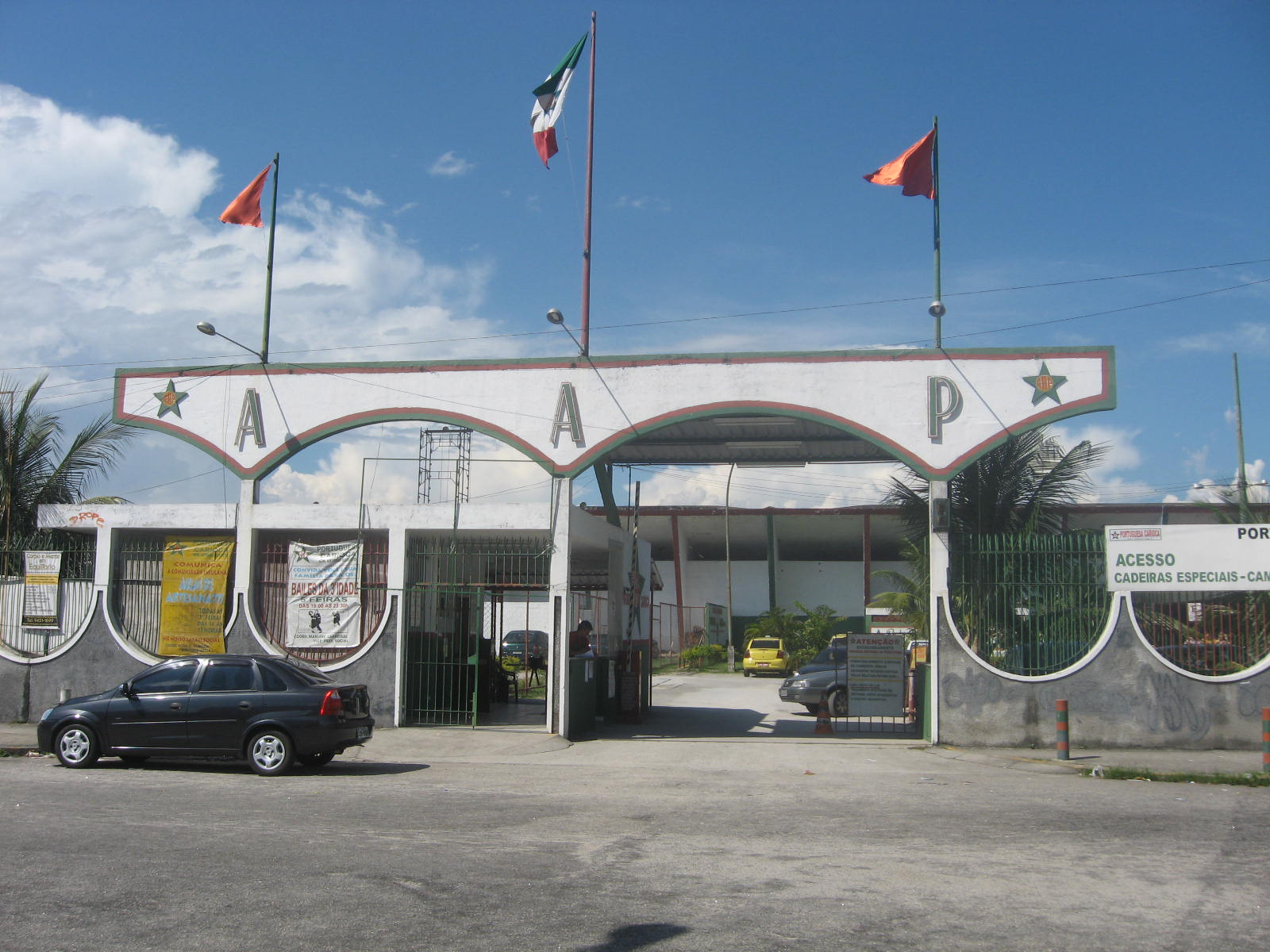
Entrada principal do estádio.

Antes de se tornar estádio de futebol, o local abrigava o Jockey Club da Guanabara. A arquibancada principal coberta, com sua imponente marquise de linhas arquitetônicas modernas para a época, ainda é preservada hoje em dia, vinda dos tempos em que o local sediava provas de turfe. A inauguração desse hipódromo deu-se em 6 de agosto de 1961, cuja corrida inicial foi vencedor o cavalo "Gandaia".
O estádio de futebol propriamente dito foi inaugurado em 2 de outubro de 1965, na partida entre Portuguesa-RJ e Vasco da Gama, com um público de 8 565 pagantes. Os dois gols da partida foram marcados pelo atacante Zezinho, do Vasco, que curiosamente jogou em ambas as equipes, sendo o primeiro um gol olímpico, talvez ajudado pelo vento, que faz o estádio ser conhecido como o "Estádio dos Ventos Uivantes".
Foi neste estádio que aconteceu o primeiro gol de goleiro no futebol brasileiro. O chamado "Gol dos ventos uivantes" foi marcado feito por Ubirajara Alcântara do Flamengo, na partida contra o Madureira, vencido pelo Flamengo, no dia 19 de setembro de 1970. O mais interessante é que o gol foi de bola chutada desde a área do Flamengo a partir de uma cobrança de tiro de meta, feito inédito a época..
A diretoria do clube em parceria com a Prefeitura do Rio de Janeiro anunciou em 2022 a ampliação do estádio para uma capacidade de aproximadamente 16.000 pessoas, com a doação de cadeiras utilizadas na Arena do Futuro, palco das partidas de handebol durante as Olimpíadas do Rio de Janeiro em 2016., se tornando assim então o quarto maior estádio de futebol do Rio de Janeiro, atrás apenas do Maracanã, Estádio Nilton Santos e São Januário.

## Gestões

#### Arena Petrobras (2005)
Em 2005, em uma parceria entre Botafogo, Flamengo e Petrobras, foram colocadas estruturas metálicas tubulares em todo o trecho disponível do estádio, elevando sua capacidade para 30 mil torcedores, em virtude da disputa do Campeonato Brasileiro daquele ano, uma vez que o Estádio do Maracanã encontrava-se interditado para reformas visando os Jogos Pan-Americanos de 2007 e o Estádio Caio Martins encontrava-se desativado pela diretoria botafoguense. O estádio foi denominado Arena Petrobrás neste período.

#### Arena Botafogo (2016)

Estádio Luso-Brasileiro como Arena Botafogo, em 2016.

Em 2016, após acordo firmado com a Portuguesa-RJ, o Botafogo utilizou o Luso-Brasileiro como sua casa provisória enquanto o Estádio Nilton Santos servia aos Jogos Olímpicos Rio 2016. O Alvinegro investiu cerca de R$ 5 milhões na reforma e ampliação do estádio, para que passasse a receber jogos com até 15 mil pessoas, capacidade mínima exigida na Série A do Campeonato Brasileiro, com a parceria se encerrando com algumas divergências após o término do contrato entre ambas as partes, em 31 de dezembro de 2016, pois o Estádio Nilton Santos retornou para o Botafogo, período no qual o clube alvinegro utilizava o nome Arena Botafogo para se referir ao estádio.

#### Ilha do Urubu (2017–2018)
Em meio a indefinições sobre a utilização do Maracanã, em 21 de novembro de 2016, o Flamengo anunciou o acerto do contrato para utilização exclusiva do Luso-Brasileiro por um período de três anos, a partir de 2017. As obras de reforma da Arena do Flamengo iniciaram em janeiro, com um investimento de cerca de 15 milhões de reais.
Foi inaugurado em 2 de junho de 2017, com capacidade total de 22 mil lugares, a estreia foi em 14 de junho, na partida contra a Ponte Preta, vencida pelo Rubro-Negro por 2–0.
Em enquete feita através do Twitter oficial do clube, ao longo de 24 horas e com 61.806 votos totais, o estádio passou a ser chamado de Ilha do Urubu.
Em julho de 2018, o Flamengo assinou um novo contrato com o Maracanã para utilização do estádio até 2020, rompendo o vínculo com o Estádio Luso-Brasileiro que deveria durar até o final de 2019.

## Outros eventos

### Futebol americano (2012–2015)
Entre os anos de 2012 e 2015, o estádio foi utilizado como mando de campo dos três clubes do Rio de Janeiro que participavam do Torneio Touchdown, antiga competição nacional de futebol americano masculino, que são: Vasco da Gama Patriotas, Flamengo Futebol Americano e Botafogo Reptiles. Também foi utilizado como mando de campo do Torneio End Zone, feminino, pelo Cariocas F.A e pelo Vasco da Gama Patriotas.